# Holoplatys daviesae
Holoplatys daviesae is een spinnensoort uit de familie springspinnen (Salticidae). De soort komt voor in Queensland en New South Wales.